# Helicoverpa barbara
Helicoverpa barbara är en fjärilsart som beskrevs av Fabricius 1794. Helicoverpa barbara ingår i släktet Helicoverpa och familjen nattflyn. Inga underarter finns listade i Catalogue of Life.